# Ewaryst Pawełczyk

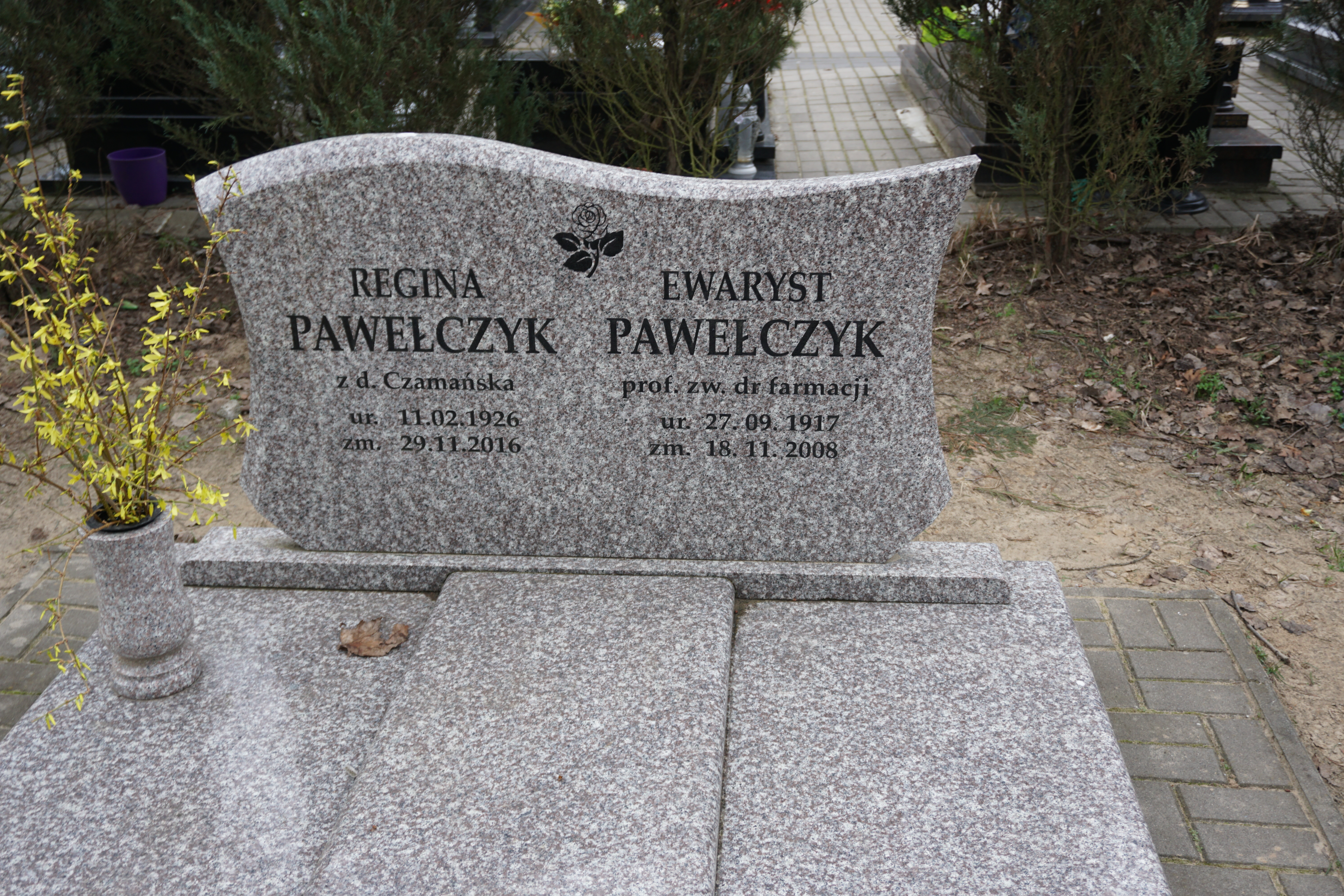
Grób prof. Ewarysta Pawełczyka na cmentarzu Miłostowo w Poznaniu

Ewaryst Seweryn Pawełczyk (ur. 27 września 1917 w Charlottenburgu, zm. 18 listopada 2008) – polski farmaceuta, profesor zwyczajny, w latach 1962–1987 kierownik Katedry i Zakładu Chemii Farmaceutycznej Akademii Medycznej w Poznaniu.

## Życiorys
Ewaryst Pawełczyk ukończył w 1937 roku Państwowe Gimnazjum im. Tadeusza Kościuszki w Jarocinie, po czym rozpoczął studia farmaceutyczne na Uniwersytecie Poznańskim. Ukończył je, po przerwie wojennej, w 1948 roku. Rok wcześniej został asystentem stażystą w Katedrze Chemii Farmaceutycznej, kierowanej przez profesora Franciszka Adamanisa. Równolegle pracował w Instytucie Przemysłu Zielarskiego w Poznaniu, gdzie doszedł w 1954 roku do stanowiska kierownika Zakładu Hodowli Roślin.
W 1950 roku uzyskał doktorat, na podstawie pracy Liść pokrzyku na tle dojrzałości wegetatywnej, w 1956 roku stanowisko docenta. W 1962 roku został kierownikiem Katedry Chemii Farmaceutycznej Akademii Medycznej w Poznaniu. Dwa lata później został profesorem nadzwyczajnym. Pełnił wiele funkcji we władzach uczelni, między innymi w 1961 roku został członkiem rady Wydziału Farmaceutycznego a rok później Senatu Akademii Medycznej, w latach 1962–1965 był dziekanem Wydziału Farmaceutycznego, 1965–1972 prorektorem ds. dydaktycznych, 1970–1978 dyrektorem Instytutu Chemii i Analityki, 1978–1982 dyrektorem Instytutu Leku. Był również przewodniczącym Komisji Nauki Rady Wyższego Szkolnictwa Medycznego, członkiem Komisji Leku przy Ministrze Zdrowia i Opieki Społecznej, członkiem rad naukowych Instytutu Leków w Warszawie, Instytutu Przemysłu Zielarskiego w Poznaniu i PZF Polfa Poznań.
Był autorem lub współautorem 221 prac, w tym 186 publikacji oraz 35 opracowań zastrzeżonych, przygotowanych we współpracy z przemysłem farmaceutycznym, a także trzech patentów. Redagował dwa wydania podręcznika akademickiego Chemia leków (1978 i 1986), był współautorem podręczników Chemiczna analiza leków (1981), Podstawy trwałości leków (1982), Chemiczne mechanizmy działania leków (1995), Chemia leków (2000 i 2006), autorem opracowań monograficznych w Farmakopei Polskiej. Uczestniczył w redagowaniu „Acta Poloniae Pharmaceutica”. Był członkiem Polskiego Towarzystwa Farmaceutycznego, Poznańskiego Towarzystwa Przyjaciół Nauk, członkiem Prezydium Komisji Nauk Chemicznych Oddziału Poznańskiego Polskiej Akademii Nauk, członkiem Komitetu Terapii Doświadczalnej PAN oraz Komisji Analizy i Trwałości Leków PAN.
Został odznaczony Krzyżami Kawalerskim (1964) i Komandorskim (1987) Orderu Odrodzenia Polski, Medalem Komisji Edukacji Narodowej (1985), honorowymi odznakami Za zasługi w rozwoju województw poznańskiego, zielonogórskiego i gorzowskiego, Odznaką honorową miasta Poznania oraz Odznaką za zasługi dla Instytutu Leków w Warszawie. W 1985 roku został wpisany do Księgi Zasłużonych Wielkopolan. Dwa lata później otrzymał Medal Akademii Medycznej im. Karola Marcinkowskiego. Był pięciokrotnie, indywidualnie i zespołowo, wyróżniany nagrodami I stopnia Ministra Zdrowia i Opieki Społecznej, a także Nagrodą Naukową Miasta Poznania i Województwa Poznańskiego i nagrodą im. W. Biegańskiego. Trzykrotnie, w latach 1978–1980, był wybierany przez studentów Najpopularniejszym Nauczycielem Akademickim Roku.
Przeszedł na emeryturę w 1987 roku, ale pozostał aktywnym naukowo i dydaktycznie. Zmarł w 2008 roku i został pochowany w alei zasłużonych cmentarza komunalnego na Miłostowie.